# Morchella deqinensis
Morchella deqinensis ist eine Schlauchpilzart (Ascomycota) aus der Familie der Morchelverwandten (Morchellaceae).

## Merkmale

### Makroskopische Merkmale
Morchella deqinensis bildet hohle, 5,2 bis 9,5 cm große, in Hut und Stiel gegliederte Fruchtkörper (Komplexapothecien), wobei Hut und Stiel fest miteinander verwachsen sind. Der Hut ist eiförmig, manchmal auch breit konisch. Die wenigen Rippen verlaufen vertikal und sind grünlich-grau. Die cremefarbenen bis blass cremefarbenen Gruben sind unregelmäßig viereckig und zwei- bis dreimal länger als breit. Das Trama ist dünn, fest und ebenfalls  cremefarbenen bis blass cremefarben. Die Fruchtschicht befindet sich in den Gruben, ist 6 bis 10 Mikrometer dick, am Grunde angeflacht und durchscheinend. Der Geruch und der Geschmack sind nicht ausgeprägt.

### Mikroskopische Merkmale
Die Gruben besitzen im Stereomikroskop sichtbare Kristalle. Die zylindrischen, hyalinen Schläuche messen 9,91 bis 10,41 auf 105 bis 148,65 Mikrometer. Sie besitzen immer acht Sporen. Diese sind elliptisch bis eiförmig, glatt, durchscheinend, dünnwandig und ohne Öltropfen. Sie messen 6,4 bis 8,1 auf 9,2 bis 9,6 Mikrometer. Der Sporenabdruck ist cremefarben. Die Paraphysen sind keulenförmig, hyalin, messen 3,59 bis 4,5 auf 43,38 bis 43,42 Mikrometer. Sie sind an der Basis septiert.

## Ökologie
Morchella deqinensis wächst auf dem Boden im Nadel- oder Mischwald.

## Verbreitung
Bei der Erstbeschreibung wurde für Morchella deqinensis die Provinz Yunnan als Verbreitungsgebiet angegeben mit einer Fundstelle im Kreis Deqin zwischen 2800 und 3200 m.

## Systematik und Taxonomie
Morchella deqinensis wurde erst 2006 von Shu H.Li, Y.C.Zhao, H.M.Chai und M.H.Zhong erstbeschrieben. Die Art erinnert an Morchella umbrina, aber der Unterschied ist aber der verjüngte, oben gekörnte, unten rillige Stiel. Zudem hat Morchella umbrina kleinere Gruben.